# 俱乐部药物

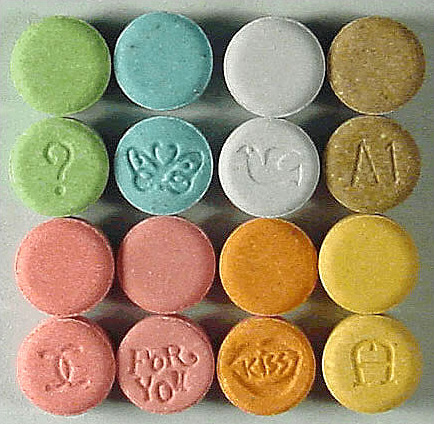
精选的 亚甲二氧甲基苯丙胺（MDMA）药丸，通常被昵称为“摇头丸”或“E片”

俱乐部药物/毒品（英語：Club drugs），也称为锐舞/狂欢药物（英語：Rave drugs）或派对药物（Party drugs），是一类定义宽泛的娱乐性药物，与20世纪70年代的迪斯科舞厅以及20世纪80年代至今的夜总会、舞蹈俱乐部、电子舞曲 (EDM) 派对和锐舞派对有关。
与阿片类药物和苯二氮䓬类药物等许多其他根据药物或化学特性分类的药物不同，俱乐部药物属于“便利类别”，根据吸食地点和/或吸食者受药物影响时所去的地方将其归类。俱乐部药物通常由青少年和年轻人使用。

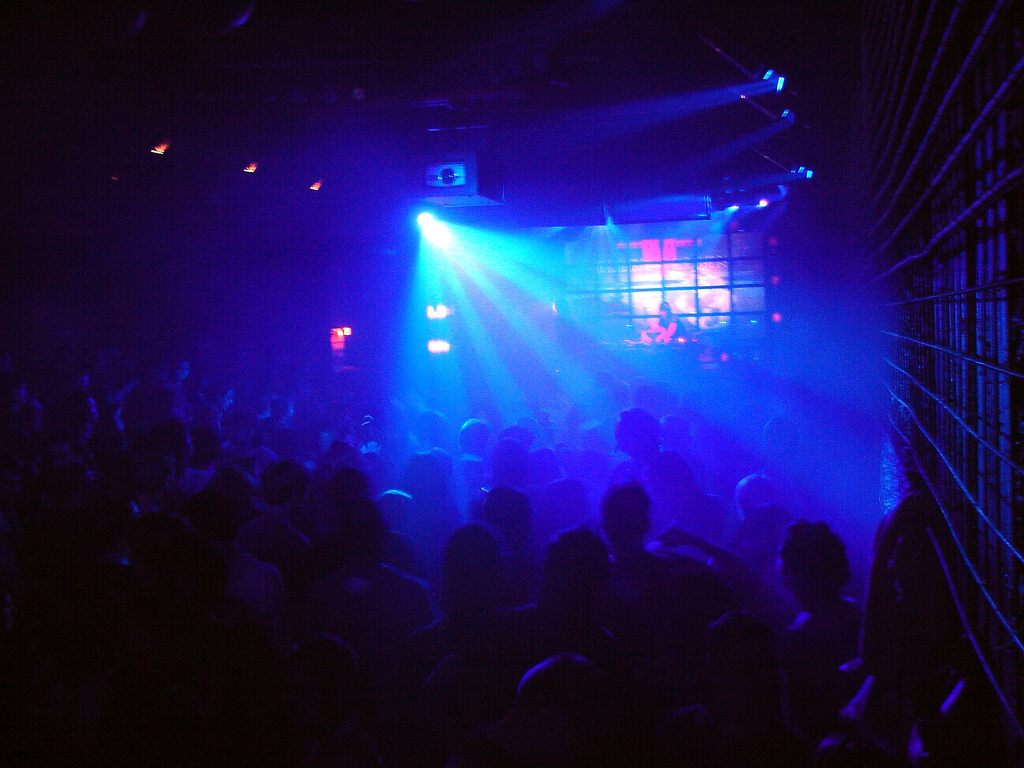
俱乐部药物使用者吸食药物是因为这些物质的效果可以增强狂欢和电子舞曲俱乐部的脉动灯光、色彩鲜艳的投影图像和带有重低音的大型音响系统的体验

## 更多阅读
- Hunt, Geoffrey; Moloney, Molly; and Evans, Kristin. Youth, Drugs, and Nightlife. Routledge, 2010.
- Knowles, Cynthia R. Up all night: a closer look at club drugs and rave culture. Red House Press, 2001.
- Sanders, Bill. Drugs, Clubs and Young People: Sociological and Public Health Perspectives. Routledge, 2016.